# Trở về Trái Đất
Trở về Trái Đất (tiếng Anh: After Earth) là một bộ phim điện ảnh Mỹ thuộc thể loại hành động - khoa học viễn tưởng công chiếu năm 2013 do M. Night Shyamalan làm đạo diễn, hợp tác viết kịch bản và sản xuất. Bộ phim có sự tham gia của hai diễn viên chính Will Smith và Jaden Smith trong vai hai cha con đang bị mắc kẹt trên Trái Đất sau 1000 năm và phải tìm mọi cách để quay trở về tàu vũ trụ. Đây là bộ phim thứ hai mà hai cha con nhà Smith hợp tác với nhau sau Mưu cầu hạnh phúc (2006). Bộ phim còn có sự tham gia diễn xuất của các diễn viên phụ gồm Sophie Okonedo, Zoë Kravitz và Glenn Morshower. Phim bấm máy khởi quay từ tháng 2 đến tháng 5 năm 2012.
Trở về Trái Đất có buổi công chiếu tại Mỹ vào ngày 31 tháng 5 năm 2013 và tại Việt Nam vào ngày 14 tháng 6 năm 2013, dưới định dạng 2D, 3D và IMAX. Bộ phim nhìn chung nhận về những lời nhận xét tiêu cực từ giới chuyên môn lẫn khán giả xem phim và còn là một thất bại về mặt doanh thu khi thu về 243,8 triệu USD từ kinh phí 130 triệu USD. Tại giải Mâm xôi vàng lần thứ 34, bộ phim đã giành 3 trên tổng số 6 hạng mục được đề cử. 

## Giải thưởng và đề cử
| Year | Award                                | Category                                              | Nominee                                       | Result    |
| ---- | ------------------------------------ | ----------------------------------------------------- | --------------------------------------------- | --------- |
| 2013 | Giải Điện ảnh và Truyền hình của MTV | Ngôi sao bá đạo nhất                                  | Jaden Smith                                   | Đề cử     |
| 2013 | Giải World Soundtrack                | Nhà soạn nhạc phim của năm Cùng với The Bourne Legacy | James Newton Howard                           | Đề cử     |
| 2014 | Giải Mâm xôi vàng lần thứ 34         | Phim dở nhất                                          | Trở về Trái Đất                               | Đề cử     |
| 2014 | Giải Mâm xôi vàng lần thứ 34         | Nam diễn viên chính dở nhất                           | Jaden Smith                                   | Đoạt giải |
| 2014 | Giải Mâm xôi vàng lần thứ 34         | Đạo diễn dở nhất                                      | M. Night Shyamalan                            | Đề cử     |
| 2014 | Giải Mâm xôi vàng lần thứ 34         | Nam diễn viên phụ dở nhất                             | Will Smith                                    | Đoạt giải |
| 2014 | Giải Mâm xôi vàng lần thứ 34         | Kịch bản dở nhất                                      | M. Night Shyamalan, Will Smith và Gary Whitta | Đề cử     |
| 2014 | Giải Mâm xôi vàng lần thứ 34         | Kết hợp màn ảnh dở nhất                               | Jaden Smith và Will Smith                     | Đoạt giải |